# Tinodes lomholdti
Tinodes lomholdti là một loài Trichoptera trong họ Psychomyiidae. Chúng phân bố ở miền Australasia.